# Prosper Van Eechaute
Prosper Stefaan Jan Van Eechaute (Gent, 2 juli 1904 - 26 juni 1964) was een Belgisch componist, dirigent en docent.

## Levensloop
Van Eechaute was dertien toen hij een eerste prijs notenleer won aan het Koninklijk Conservatorium van Gent. Hij had ook al cello geleerd en speelde in Cinema Royal en in andere bioscooporkestjes, teneinde in de behoeften van het gezin te voorzien na het vroege overlijden van zijn vader. Hij studeerde verder aan het conservatorium en won er:
- eerste prijs cello (1922);
- eerste prijs geschreven harmonie (1925);
- tweede prijs contrapunt (1926);
- eerste prijs kamermuziek (1927);
- eerste prijs fuga (1928);
- prijs Emile Mathieu voor compositie.

Hij werd docent aan het Koninklijk Conservatorium Gent (1927-1934): notenleer, harmonie, contrapunt en fuga. In 1937 werd hij directeur van de Muziekschool in Eeklo en in 1938 van de Stedelijke Muziekacademie in Kortrijk, die twee jaar later tot conservatorium bevorderde.

## Prijzen
- In 1933 behaalde hij de Prijs van Rome met zijn cantate De bekering van de heilige Hubertus.
- 1950: Prijs van de Koninklijke Academie voor Strijkwartet nr. 1 in g.
- 1951: Prijs voor het beste Belgische werk in de Concours international de musique de chambre in Luik, met zijn Strijkkwartet nr.2 in Fis.

## Composities
- Van Eechaute componeerde cantaten, oratoria, een vijfstemmige mis, kamermuziek en muziek voor solo-instrumenten.
- Andere composities:
  - Romantisch wiegelied voor viool en piano
  - Vlaanderen op tekst van Willem Putman
  - Herfstpoëzie optekst van M. Beversluis
  - O die Klokke op tekst van L. De Schutter
- Hij schreef de muziek voor groots opgevatte openluchtspelen:
  - Vredesoffer (1938)
  - Guldensporenspel (1952)
  - Rodenbachspel (1956)

## Publicaties
- Aanvankelijke harmonieleer
- Handboek over Scholastisch contrapunt
- Beknopte Muziekgeschiedenis